# Arron Afflalo
Arron Afflalo (ur. 15 października 1985 w Los Angeles) – amerykański koszykarz, grający na pozycji rzucającego obrońcy.

## Dzieciństwo i college
W 2004 wystąpił w meczu gwiazd amerykańskich szkół średnich - McDonald’s All-American.
W latach 2004–2007 Arron grał w zespole Bruins college'u UCLA. Osiągnął tam duże sukcesy – w sezonie 2005–06 zdobywał najwięcej punktów w zespole – średnio 15.8 na mecz, a Bruins dotarli do Final Four NCAA. W następnym sezonie co prawda zespół nie powtórzył tego osiągnięcia, ale Afflalo zdobył wiele prestiżowych nagród, m.in. został wybrany najlepszym graczem swojej konferencji (Pacific-10 Conference, nagroda Pac-10 Player of the Year), zdobył też uznanie fachowców jako czołowy gracz ligi uniwersyteckiej na swojej pozycji: znalazł się w pierwszych piątkach podsumowujących sezon, ogłaszanych m.in. przez ESPN, Sports Illustrated, National Association of Basketball Coaches czy Associated Press.

## Kariera w NBA

### Detroit Pistons (2007-2009)
28 czerwca 2007 roku został wybrany w Drafcie z numerem 27 przez Detroit Pistons. 4 lipca 2007 podpisał debiutancki, dwuletni kontrakt z Detroit Pistons, który posiadał zapisaną w nim opcję, że klub może przedłużyć trwanie umowy na sezony 2009/10 i 2010/11. W pierwszych dwóch latach Afflalo zarobił 2 009 960 dolarów.
W debiutanckich rozgrywkach zagrał w 75 meczach. Już w pierwszym meczu sezonu, rozgrywanym 1 listopada 2007 wyszedł w pierwszej piątce, gdyż Richard Hamilton nie mógł zagrać z przyczyn rodzinnych. Afflalo zagrał 14 minut, w trakcie których zdobył 3 punkty i zanotował po jednej zbiórce, asyście i przechwycie. Na swoje najlepsze występy czekał do drugiej połowy sezonu. 27 marca 2008 w meczu przeciwko Miami Heat ustanowił rekord sezonu, zdobywając 15 punktów. To zwycięstwo pozwoliło Detroit Pistons zdobyć mistrzostwo Central Division. Ten wynik wyrównał w meczu kończącym sezon przeciwko Cleveland Cavaliers.
5 sierpnia 2008 roku Detroit Pistons skorzystali z zapisu w umowie Afflalo i przedłużyli jej obowiązywanie do końca sezonu 2009/10. Za ten dodatkowy rok Afflalo zarobił 1 086 240 dolarów. W swoim drugim sezonie Afflalo wciąż pozostawał rezerwowym, który niezbyt często grywał powyżej 20 minut w meczu. 18 marca 2009 roku zagrał jednak najlepszy mecz w swojej karierze. Zdobył 24 punkty i trafił trzy rzuty za 3 punkty w spotkaniu z Houston Rockets.

### Denver Nuggets (2009-2012)
13 lipca 2009 roku stał się wraz z Walterem Sharpem przedmiotem wymiany z Denver Nuggets. W zamian za dwóch graczy „Tłoki” otrzymały wybór w drugiej rundzie draftu w 2011 roku oraz uwolniły blisko 1.8 miliona dolarów z puli salary cap. Następnie 31 października 2009 Denver Nuggets skorzystali z zapisu w umowie Afflalo i przedłużyli jej obowiązywanie do końca rozgrywek 2010/11. Dzięki temu Afflalo za ten sezon zarobił 1 959 577 dolarów.
10 listopada 2009 Afflalo pierwszy raz zagrał w wyjściowym składzie przeciwko Chicago Bulls. Miejsca w pierwszej piątce nie oddał już do końca sezonu. 25 stycznia 2010 w starciu z Charlotte Bobcats wyrównał rekord kariery, zdobywając 24 punkty. Ustanowił też nowy rekord, trafiając aż sześć rzutów za 3 punkty. 12 kwietnia 2010 po raz pierwszy w swojej karierze uzyskał Double-double, zdobywając 22 punkty i notując 13 zbiórek w meczu przeciwko Memphis Grizzlies. Sezon zasadniczył zakończył na 8. miejscu w lidze pod względem skuteczności rzutów za 3 punkty. Trafiał ze skutecznością 43.4%.
Kolejny sezon rozpoczął w pierwszej piątce i był jednym z najpewniejszych zawodników trenera George’a Karla. 11 stycznia 2011 pobił rekord punktowy. Pierwszy raz w karierze przekroczył granicę 30 zdobytych punktów. Łącznie rzucił ich 31 w spotkaniu przeciwko Phoenix Suns. Drugi sezon z rzędu skończył na 8. miejscu w NBA pod względem skuteczności rzutów za 3 punkty. Trafiał 42.3% swoich rzutów.
20 grudnia 2011 Denver Nuggets podpisali z nim 5-letni kontrakt, dzięki czemu zarobi blisko 39 milionów dolarów. Ostatni, piąty rok kontraktu będzie obowiązywał tylko wtedy, gdy Afflalo tak zdecyduje. 5 marca 2012 pobił rekord kariery w punktach, rzucając ich 32 w meczu przeciwko Sacramento Kings.

### Orlando Magic (2012–2014)
10 sierpnia 2012 w ramach wymiany przeszedł z Denver Nuggets do Orlando Magic. 3 grudnia 2013 pobił rekord kariery, rzucając 43 punkty i notując 6 zbiórek i 5 asyst w przegranym po dwóch dogrywkach meczu z Philadelphia 76ers.

### Denver Nuggets (2014-2015)
26 czerwca 2014 powrócił do Nuggets w ramach wymiany za Evana Fourniera i prawa do 56. wyboru w drafcie 2014 (Roy Devyn Marble).

### Portland Trail Blazers (2015-2016)
19 lutego 2015 na zasadzie wymiany przeszedł do Portland Trail Blazers. W lipcu 2015 roku został zawodnikiem zespołu New York Knicks.

### Sacramento Kings (od 2016)
9 lipca 2016 podpisał umowę z Sacramento Kings. 23 czerwca 2017 został zwolniony przez klub. 

### Orlando Magic (od 2017)
27 lipca 2017 podpisał kontrakt na jeden rok z drużyną Orlando Magic. 

## Osiągnięcia

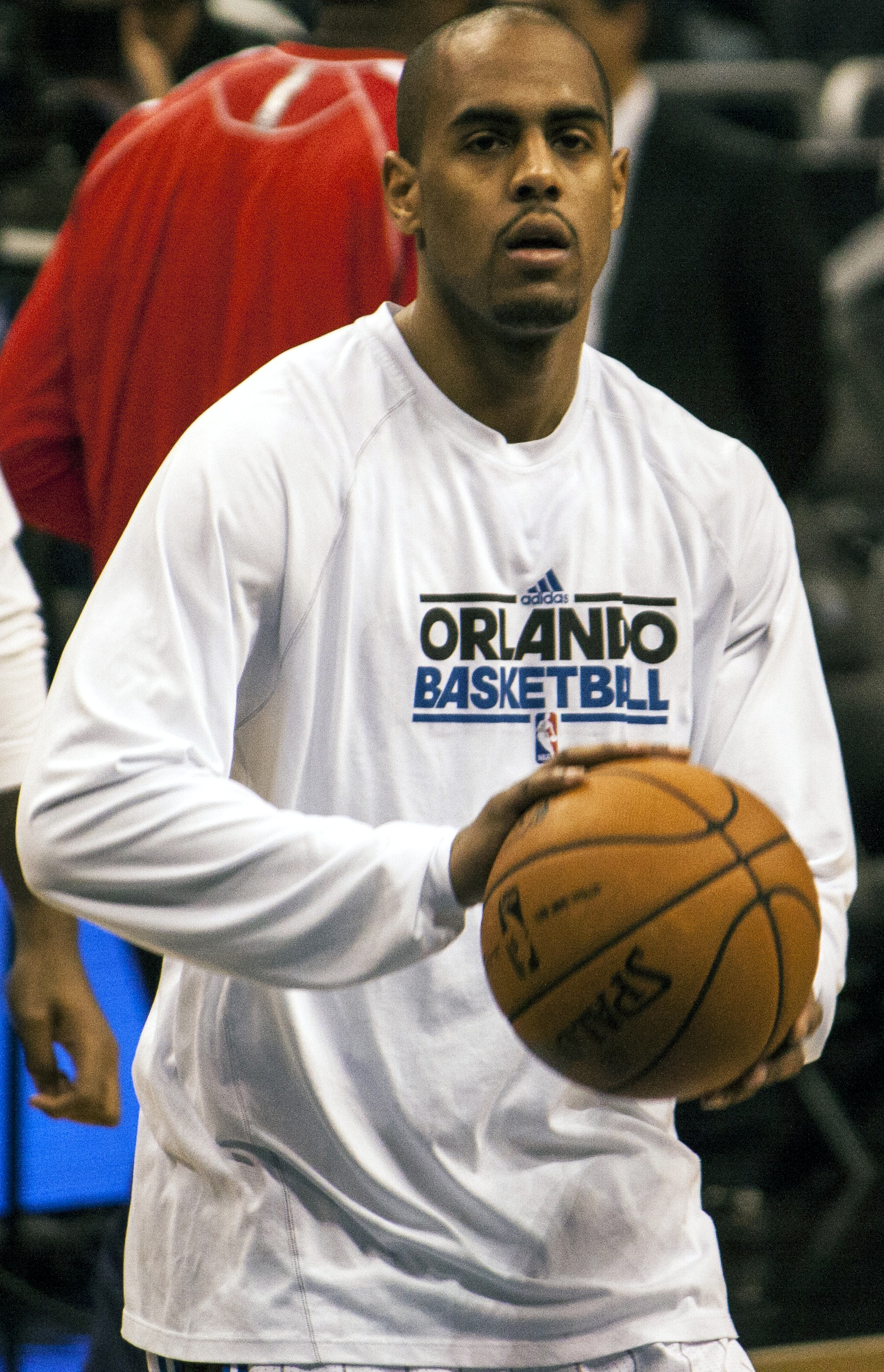

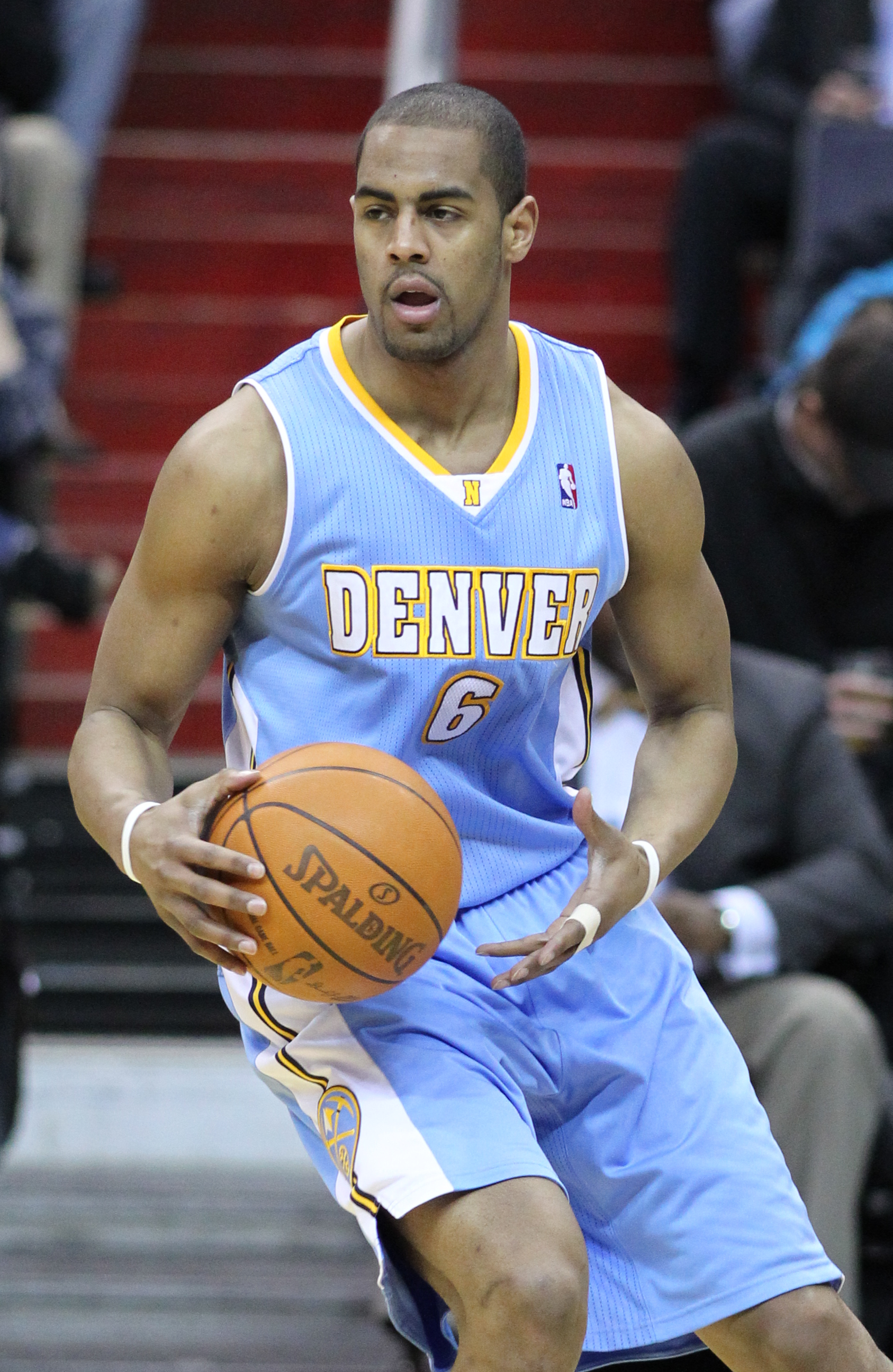
Arron Afflalo w barwach Nuggets (2011)

Stan na 23 czerwca 2017, na podstawie, o ile nie zaznaczono inaczej.
NCAA
- Wicemistrz NCAA (2006)
- Uczestnik:
  - rozgrywek NCAA Final Four (2006, 2007)
  - turnieju NCAA (2005–2007)
- Mistrz:
  - turnieju konferencji Pac 10 (2006)
  - sezonu zasadniczego konferencji Pac 10 (2006, 2007)
- Koszykarz Roku Konferencji Pac-10 (2007)[25]
- Zaliczony do:
  - I składu:
    - All-American (2007)
    - konferencji Pac-10 (2006–2007)
    - pierwszoroczniaków Pac-10 (2005)
    - turnieju:
      - Pac-10 (2006)
      - Maui Invitational (2007)

  - Honorable-Mention All-American (2006 przez AP)

NBA
- Zwycięzca konkursu Shooting Stars (2009)
- Uczestnik konkursu rzutów za 3 punkty (2014)
- Lider play-off w skuteczności rzutów z gry (2010)[26]

## Statystyki

### NCAA
Na podstawie.
| Sezon   | Drużyna | M   | S5  | MPG  | FG%   | 3P%   | FT%   | RPG | APG | SPG | BPG | PPG  |
| ------- | ------- | --- | --- | ---- | ----- | ----- | ----- | --- | --- | --- | --- | ---- |
| 2004/05 | UCLA    | 29  | 29  | 31,3 | 44,2% | 38,6% | 70,8% | 3,3 | 2,2 | 0,6 | 0,2 | 10,8 |
| 2005/06 | UCLA    | 39  | 38  | 33,4 | 46,2% | 36,6% | 80,6% | 4,2 | 1,8 | 0,6 | 0,1 | 15,8 |
| 2006/07 | UCLA    | 36  | 36  | 32,9 | 46,1% | 37,5% | 80,2% | 2,8 | 1,9 | 0,6 | 0,2 | 16,9 |
| Razem   |         | 104 | 103 | 32,7 | 45,7% | 37,3% | 78,1% | 3,5 | 1,9 | 0,6 | 0,2 | 14,8 |

### NBA
Na podstawie.

#### Sezon regularny
| Sezon   | Drużyna    | M   | S5  | MPG  | FG%   | 3P%   | FT%   | RPG | APG | SPG | BPG | PPG  |
| ------- | ---------- | --- | --- | ---- | ----- | ----- | ----- | --- | --- | --- | --- | ---- |
| 2007/08 | Detroit    | 75  | 9   | 12,9 | 41,1% | 20,8% | 78,2% | 1,8 | 0,7 | 0,4 | 0,1 | 3,7  |
| 2008/09 | Detroit    | 74  | 8   | 16,7 | 43,7% | 40,2% | 81,7% | 1,8 | 0,6 | 0,4 | 0,2 | 4,9  |
| 2009/10 | Denver     | 82  | 75  | 27,1 | 46,5% | 43,4% | 73,5% | 3,1 | 1,7 | 0,6 | 0,4 | 8,8  |
| 2010/11 | Denver     | 69  | 69  | 33,7 | 49,8% | 42,3% | 84,7% | 3,6 | 2,4 | 0,5 | 0,4 | 12,6 |
| 2011/12 | Denver     | 62  | 62  | 33,6 | 47,1% | 39,8% | 79,8% | 3,2 | 2,4 | 0,6 | 0,2 | 15,2 |
| 2012/13 | Orlando    | 64  | 64  | 36,0 | 43,9% | 30,0% | 85,7% | 3,7 | 3,2 | 0,6 | 0,2 | 16,5 |
| 2013/14 | Orlando    | 73  | 73  | 35,0 | 45,9% | 42,7% | 81,5% | 3,6 | 3,4 | 0,5 | 0,0 | 18,2 |
| 2014/15 | Denver     | 53  | 53  | 33,0 | 42,8% | 33,7% | 84,1% | 3,4 | 1,9 | 0,6 | 0,1 | 14,5 |
| 2014/15 | Portland   | 25  | 19  | 30,1 | 41,4% | 40,0% | 85,1% | 2,7 | 1,1 | 0,4 | 0,1 | 10,6 |
| 2015/16 | New York   | 71  | 57  | 33,4 | 44,3% | 38,2% | 84,0% | 3,7 | 2,0 | 0,4 | 0,1 | 12,8 |
| 2016/17 | Sacramento | 61  | 45  | 25,9 | 44,0% | 41,1% | 89,2% | 2,0 | 1,3 | 0,3 | 0,1 | 8,4  |
| 2017/18 | Orlando    | 53  | 3   | 12,9 | 40,1% | 38,6% | 84,6% | 1,2 | 0,6 | 0,1 | 0,2 | 3,4  |
| Razem   |            | 762 | 537 | 27,3 | 45,0% | 38,6% | 82,5% | 2,9 | 1,8 | 0,4 | 0,2 | 10,8 |

#### Play-offy
| Sezon | Drużyna  | M  | S5 | MPG  | FG%   | 3P%   | FT%   | RPG | APG | SPG | BPG | PPG  |
| ----- | -------- | -- | -- | ---- | ----- | ----- | ----- | --- | --- | --- | --- | ---- |
| 2008  | Detroit  | 12 | 0  | 7,0  | 38,9% | 0,0%  | –     | 0,4 | 0,5 | 0,3 | 0,0 | 1,2  |
| 2009  | Detroit  | 4  | 0  | 16,5 | 47,6% | 20,0% | 60,0% | 0,8 | 0,3 | 0,0 | 0,5 | 6,3  |
| 2010  | Denver   | 6  | 6  | 20,0 | 62,5% | 42,9% | 81,8% | 2,0 | 1,2 | 0,2 | 0,3 | 9,2  |
| 2011  | Denver   | 3  | 3  | 28,3 | 35,3% | 25,0% | 87,5% | 3,0 | 2,3 | 0,0 | 0,0 | 11,3 |
| 2012  | Denver   | 7  | 7  | 32,7 | 40,5% | 20,0% | 80,0% | 3,6 | 2,7 | 0,7 | 0,3 | 10,9 |
| 2015  | Portland | 3  | 3  | 20,0 | 16,7% | 25,0% | 0,0%  | 2,3 | 0,7 | 0,0 | 0,0 | 1,7  |
| Razem |          | 35 | 19 | 18,4 | 42,4% | 25,8% | 77,5% | 1,7 | 1,2 | 0,3 | 0,2 | 6,0  |